# 루이 17세
루이 17세(프랑스어: Louis XVII, 1785년 3월 27일~1795년 6월 8일)는 프랑스의 명목상 군주 (재위 1793년 ~ 1795년)이다. 루이 16세와 마리 앙투아네트의 둘째 아들이다. 본명은 루이샤를 드 프랑스 왕세자(프랑스어: Louis-Charles, Dauphin de France)다.

## 생애
1785년 3월 27일 베르사유 궁전에서 태어났다. 태어나자마자 노르망디 공작으로 책봉되었으나, 프랑스 혁명 발발 직전인 1789년 6월 4일 4살 터울의 형인 왕세자 프랑스 도팽 루이 조제프가 죽자, 왕세자인 도팽의 작위를 책봉받았다. 1789년 7월 14일, 프랑스 혁명이 발발하자, 루이 샤를은 부모와 같이 도피하려 하다가, 파리의 민중에 의해 체포되어 튈르리 궁전에 갇혔다.
1792년 8월 10일 국민 공회에서, 왕정을 폐지하고 제1공화국이 선포되자, 루이 샤를은 프랑스의 왕족과 귀족들과 같이 파리의 탕플 감옥에 수감되었다. 1793년 1월 21일, 부왕 루이 16세가 콩코드 광장에서 단두대로 사형 집행되자, 도팽 루이 샤를은 외국으로 도피한 프랑스의 귀족들에 의해 루이 17세로 명목상 왕의 자리에 올랐으며 숙부 루이 스타니슬라스 자비에가 사실상 섭정을 맡았다. 그 당시 루이 17세는 프랑스 정부와 외가인 오스트리아 사이의 협상에서 중요한 인질이 되었다.
1793년 7월 3일에 루이 17세는 모후인 마리 앙투아네트의 곁을 떠나 프랑스 혁명정부에 의해 강제적으로 난폭한 구두수선공 앙투안 시몽에게 맡겨졌다. 시몽은 루이 17세를 왕으로 받들기는커녕, 구타하고 강제로 중노동을 시키는 등 루이를 굉장히 구박하였다. 1793년 10월 16일, 당시 공안위원장 로베스피에르에 의해 어머니 앙투아네트가 사형 집행되자, 다시 탕플 감옥에 수감되었다. 1794년 7월 28일 로베스피에르가 조제프 푸셰로부터 권좌에서 축출되어 단두대로 사형 집행되고 푸셰가 로베스피에르의 권좌를 탈취하였다. 루이 17세는 힘든 감옥 생활과 부모의 죽음에 대한 충격, 시몽에 의한 심한 구박 등으로 건강이 나빠져 1795년 6월 8일, 결국 루이 17세는 임파선 결핵으로 사망하였다. 사망 당시 나이는 겨우 10살이었다.

## 루이 17세와 미스터리

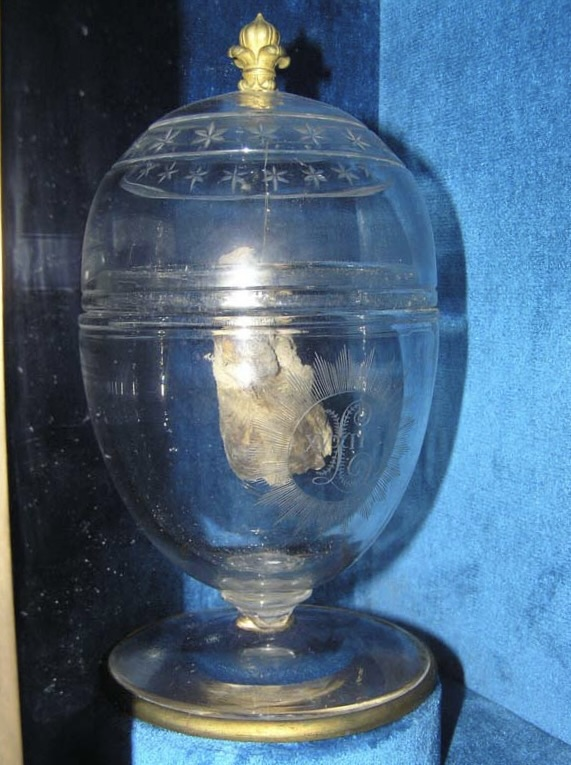
루이 17세의 심장

루이 17세가 죽기 몇 달 전에 기록은 거의 없기 때문에, 루이 17세가 가까스로 탕플 감옥에서 탈출하거나 독살당했다느니, 죽은 소년은 루이 17세가 아니라 그와 닮은 대역이었다느니 등의 여러 소문들이 무성하였다 한다. 루이 17세 사후 수십 년 동안, 자신이 루이 17세라고 주장한 사람이 30명이 넘었다고 전해지는데, 서울방송의 다큐멘터리 백만불 미스터리 취재에 의하면 루이 17세를 사칭한 자들은 왕족의 명예를 욕심낸 자들이었고, 자신이 진짜 루이 17세라고 확신하는 사람도 있었는데 후에 사실이 아닌 것으로 확인되었다.
루이가 죽고 난 뒤, 그의 시신을 부검한 의사가 루이 17세의 심장을 몰래 훔쳤는데, 프랑스 왕실이 전통적으로 묘지와 예배당으로 사용해온 생 드니 교회의 지하묘실에 안치되었다. 그러나 이 심장이 두고두고 진위 여부가 가려지지 않았으나, 루이 17세의 모후 마리 앙투아네트의 머리카락과 같이 DNA 검사결과 서로 일치하여, 진짜 루이 17세의 심장으로 밝혀졌다.

## 같이 보기
- 알렉세이 니콜라예비치 황태자